# Sunburst (Guitarra)

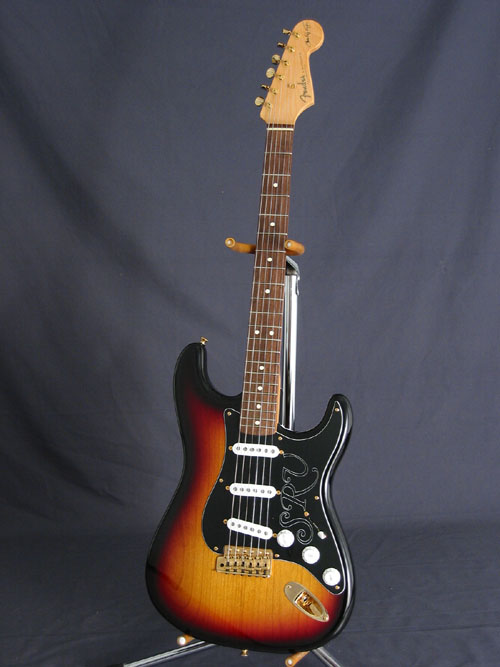
Guitarra eléctrica con acabado sunburst.

Sunburst es un estilo de acabado para instrumentos musicales como guitarras eléctricas, acústicas y bajos eléctricos. En el centro de una superficie con acabado sunburst hay un área de color más claro (que a menudo muestra la veta de la madera debajo) que se oscurece gradualmente hacia los bordes antes de llegar a un borde oscuro. Entre los ejemplos más conocidos de un acabado sunburst se encuentran las guitarras Gibson Les Paul y la Fender Stratocaster. Originalmente, tenía la intención de imitar un acabado alemán envejecido[cita requerida], como se aplica a instrumentos de cuerda clásicos como violines, así como permitir el uso de madera con vetas de borde menos atractivas en instrumentos de gama alta. 